# Jammalamadugu
Jammalamadugu is een census town in het district Kadapa van de Indiase staat Andhra Pradesh. 

## Demografie
Volgens de Indiase volkstelling van 2001 wonen er 40502 mensen in Jammalamadugu, waarvan 49% mannelijk en 51% vrouwelijk is. De plaats heeft een alfabetiseringsgraad van 64%. 